# Поназыревский район
Поназыревский район — административно-территориальная единица (район) и муниципальное образование (муниципальный район) на востоке Костромской области России.
Административный центр — посёлок городского типа Поназырево.

## География
Площадь района — 2080 км². Основные реки — Нея (Ветлужская), Большая Шанга.

## История
С давних времён территория района входила в зону расселения финно-угорских племен. Русская колонизация произошла в начале XVIII века, когда на территории дворцовых земель Армачинской волости Яранского уезда Казанской губернии, беглыми крестьянами были основаны, так называемые Нейские починки. Позже эта территория стала Вохомской волостью Ветлужского уезда.
Район образован в 1945 году и осуществлял свою деятельность до 1962 года включительно (до слияния Поназыревского района с Шарьинским районом). В январе 1965 года Поназыревский район образован вновь.
В соответствии с Законом Костромской области от 30 декабря 2004 года № 237-ЗКО район наделён статусом муниципального района, установлены границы муниципального образования. На территории района образованы 6 муниципальных образований: 1 городское и 5 сельских поселений.
В соответствии с Законом Костромской области от 22 июня 2010 года № 626-4-ЗКО в состав Хмелёвского сельского поселения включены упразднённые Горловское и Гудковское сельские поселения.
В соответствии с Законом Костромской области от 9 февраля 2007 года N 112-4-ЗКО Поназыревский район как административно-территориальная единица области также сохраняет свой статус.

## Население
| 2002   | 2008  | 2009  | 2010  | 2011  | 2012  | 2013  | 2014  | 2015  |
| ------ | ----- | ----- | ----- | ----- | ----- | ----- | ----- | ----- |
| 10 496 | ↘8903 | ↘8885 | ↘8456 | ↘8424 | ↘8183 | ↘7896 | ↘7620 | ↘7458 |
| 2016   | 2017  | 2018  | 2019  | 2020  | 2021  | 2024  |       |       |
| ↘7320  | ↘7177 | ↘7007 | ↘6751 | ↘6545 | ↘4975 | ↗6612 |       |       |

### Урбанизация
В городских условиях (пгт Поназырево) проживают 62,42 % населения района.

### Национальный состав
По итогам переписи населения 2020 года проживали следующие национальности (национальности менее 0,1 % и другое, см. в сноске к строке «Другие»):
| Национальность | Численность, чел. | Доля     |
| -------------- | ----------------- | -------- |
| Русские        | 4758              | 95,64 %  |
| Цыгане         | 28                | 0,56 %   |
| Украинцы       | 27                | 0,54 %   |
| Молдаване      | 21                | 0,42 %   |
| Татары         | 13                | 0,26 %   |
| Армяне         | 12                | 0,24 %   |
| Белорусы       | 10                | 0,20 %   |
| Узбеки         | 7                 | 0,14 %   |
| Немцы          | 5                 | 0,10 %   |
| Ингуши         | 5                 | 0,10 %   |
| Другие         | 89                | 1,80 %   |
| Итого          | 4975              | 100,00 % |

## Административное деление
Поназыревский район как административно-территориальная единица включает 1 городской посёлок (посёлок городского типа) и 3 поселения.
В Поназыревский район как муниципальный район входят 4 муниципальных образования, в том числе 1 городское и 3 сельских поселения:
| №        | Городское и сельские поселения  | Административный центр | Количество населённых пунктов | Население | Площадь, км2 |
| -------- | ------------------------------- | ---------------------- | ----------------------------- | --------- | ------------ |
| 1e-06    | Городское поселение:            |                        |                               |           |              |
| 1        | посёлок Поназырево              | пгт Поназырево         | 10                            | ↗4486     | 658,78       |
| 1.000002 | Сельские поселения:             |                        |                               |           |              |
| 2        | Полдневицкое сельское поселение | посёлок Полдневица     | 4                             | ↗640      | 429,29       |
| 3        | Хмелёвское сельское поселение   | село Хмелёвка          | 21                            | ↘386      | 696,65       |
| 4        | Якшангское сельское поселение   | посёлок Якшанга        | 1                             | ↘870      | 322,84       |

## Населённые пункты
В Поназыревском районе 31 населённых пунктов.
| №  | Населённый пункт | Тип     | Население | Муниципальное образование       |
| -- | ---------------- | ------- | --------- | ------------------------------- |
| 1  | Архангельское    | село    | ↘2        | Хмелёвское сельское поселение   |
| 2  | Балдино          | деревня | ↘7        | Хмелёвское сельское поселение   |
| 3  | Бурковское       | деревня | ↘4        | Хмелёвское сельское поселение   |
| 4  | Бурундучиха      | посёлок | ↘18       | посёлок Поназырево              |
| 5  | Быстрово         | деревня | ↗192      | посёлок Поназырево              |
| 6  | Васенёво         | деревня | ↗26       | Хмелёвское сельское поселение   |
| 7  | Высоковское      | деревня | →0        | Хмелёвское сельское поселение   |
| 8  | Горлово          | деревня | ↗159      | Хмелёвское сельское поселение   |
| 9  | Гудково          | деревня | ↘99       | Хмелёвское сельское поселение   |
| 10 | Дароватка        | посёлок | ↘0        | Полдневицкое сельское поселение |
| 11 | Ежово            | деревня | ↘19       | Хмелёвское сельское поселение   |
| 12 | Зинковка         | посёлок | ↘1        | Полдневицкое сельское поселение |
| 13 | Клюкино          | деревня | ↘58       | Хмелёвское сельское поселение   |
| 14 | Луптюг           | деревня | ↗72       | Хмелёвское сельское поселение   |
| 15 | Мундырь          | деревня | ↗69       | Хмелёвское сельское поселение   |
| 16 | Нея              | посёлок | ↗10       | Хмелёвское сельское поселение   |
| 17 | Никитино         | деревня | ↘36       | Хмелёвское сельское поселение   |
| 18 | Новый            | посёлок | ↗44       | Полдневицкое сельское поселение |
| 19 | Панино           | посёлок | ↘17       | посёлок Поназырево              |
| 20 | Плосково         | деревня | ↘5        | Хмелёвское сельское поселение   |
| 21 | Полдневица       | посёлок | ↘627      | Полдневицкое сельское поселение |
| 22 | Поназырево       | пгт     | ↗4127     | посёлок Поназырево              |
| 23 | Поназырево       | деревня | ↗124      | посёлок Поназырево              |
| 24 | Расшахово        | деревня | ↘14       | Хмелёвское сельское поселение   |
| 25 | Соболево         | деревня | ↗9        | Хмелёвское сельское поселение   |
| 26 | Созоново         | деревня | ↘27       | Хмелёвское сельское поселение   |
| 27 | Соколовское      | деревня | ↘2        | посёлок Поназырево              |
| 28 | Суходербское     | деревня | ↘0        | Хмелёвское сельское поселение   |
| 29 | Хмелёвка         | село    | ↗215      | Хмелёвское сельское поселение   |
| 30 | Черёмное         | деревня | →0        | Хмелёвское сельское поселение   |
| 31 | Якшанга          | посёлок | ↘870      | Якшангское сельское поселение   |

### Упразднённые населённые пункты
- 2004 год — деревни Черемисское, Большое Дароватское, Дурашово, Фёдоровское[25].
- 2024 год — деревни Большое Девушкино, Новое Киселёво, Новосёловское, Панино и хутор Фёдоровский.

## Экономика
Градообразующего предприятия в районе нет. Средства на пополнения бюджета составляют только со сборов налога с предпринимателей.

## Известные люди
- В Поназыревском районе родился известный советский геолог, геофизик, писатель Олег Михайлович Куваев.
- В дер. Гудково Поназыревского р-на родился Герой Советского Союза Шатров Николай Константинович.

## Транспорт
Через район проходят автомобильная дорога «Котельнич—Шарья» (федеральная трасса «Санкт-Петербург — Урал»), железная дорога «Киров— Вологда».

## СМИ
Единственная газета Поназыревского района — «Районный вестник». Выходит три раза в неделю, распространяется по подписке.

## Достопримечательности
- Церковь во имя святой блаженной Ксении Петербургской на улице Карла Маркса (дотла сожжена неизвестными преступниками в ночь с 28 на 29 декабря 2009 года ).
- Краеведческий музей в здании кинотеатра «Мир» на улице Мира с коллекцией самоваров и керосиновых ламп.